# 2H22
Pour plus de détails, voir Fiche technique et Distribution.
2H22 (2:22) est un thriller canadien de Phillip Guzman, sorti en 2008.

## Synopsis
Un soir de réveillon de la saint-Sylvestre, un groupe de criminels planifie un casse. Mais le cambriolage se passe mal et les bandits s'affrontent.

## Fiche technique
- Titre : 2H22
- Titre original : 2:22
- Réalisation : Phillip Guzman
- Scénario : Mick Rossi, Phillip Guzman et Eric Saavedra
- Photographie : Philip Roy
- Montage : Philip Roy
- Musique : Danny Saber
- Production : Philip Roy, Mick Rossi et Phillip Guzman
- Société de distribution : Eagle Entertainment
- Pays d'origine :  Canada
- Langue : anglais
- Genre : thriller
- Durée : 104 minutes
- Dates de sortie : 
  -  États-Unis : 24 septembre 2008 (DVD)
  -  France : 25 mai 2011 (DVD)

## Distribution
- Mick Rossi (en) : Gully Mercer
- Robert Miano : Willy
- Aaron Gallagher : Finn
- Jorge A. Jiminez : Gael
- Peter Dobson : Curtis
- Bruce Kirby : Norman Penn
- Val Kilmer : Maz
- Gene Burns : Rodney Rooney
- Luis Caldeira : Miller
- Sean Power (en) : Rudy
- Sile Bermingham : Jody
- Gabriel Byrne : Détective Swain (non crédité)